# Pierre Ernest Matton
Pierre Ernest Matton (Grasse, 19 gennaio 1855 – ...) è stato un generale ed esperantista francese.

## Biografia
Matton fu rappresentante militare della Francia presso l'ambasciatore francese in Russia e poi comandante a Besançon. 
Già dal 1902 egli propagandava con fervore l'esperanto, tenendo discorsi, organizzando corsi e inviando cartoline. Matton fu membro del Lingva Komitato dal 1905.   